# ستيفن دي جونغ (كاتب سيناريو)
ستيفن دي جونغ (بالهولندية: Steven de Jong)‏ (و. 1962  م) هو كاتب سيناريو، ومنتج أفلام، ومنتج تلفزيوني، وممثل تلفزي، وممثل أفلام، ومخرج أفلام، ومخرج تلفزيوني، وكاتب، وسينوغراف، وموسيقي، ومبدع هولندي.

## وصلات خارجية
- ستيفن دي جونغ على موقع IMDb (الإنجليزية)
- ستيفن دي جونغ على موقع أول موفي (الإنجليزية)
- ستيفن دي جونغ على موقع قاعدة بيانات الفيلم (الإنجليزية)
- ستيفن دي جونغ على موقع كينوبويسك (الروسية)